# Гузур (станція метро)
41°01′22″ пн. ш. 29°09′35″ сх. д. / 41.022639042001° пн. ш. 29.159633543214° сх. д.
Гузур (тур. Huzur) — проміжна метростанція на лінії М8 Стамбульського метро.  
Станція розташована під вулицею Ускюдар-Йолу у мікрорайоні Адем-Явуз, Умраніє, Стамбул, Туреччина.
Станцію було відкрито 6 січня 2023

Конструкція: пілонна станція з укороченим центральним залом (глибина закладення — 25 м) типу горизонтальний ліфт має 12 ескалаторів і 4 ліфти.
Пересадки
- Автобуси: 9, 14B, 14BK
- Маршрутки: 
  - Державна лікарня Умраніє - Чекмекьой

| Попередня станція    | Лінія | Лінія                           | Лінія | Наступна станція  |
| -------------------- | ----- | ------------------------------- | ----- | ----------------- |
| Дудуллу до Бостанджи |       | M8 (Стамбульський метрополітен) |       | Парселлер кінцева |